# Vuitebœuf
Vuitebœuf is een plaats en gemeente in het Zwitserse kanton Vaud en maakt deel uit van het district Jura-Nord vaudois.

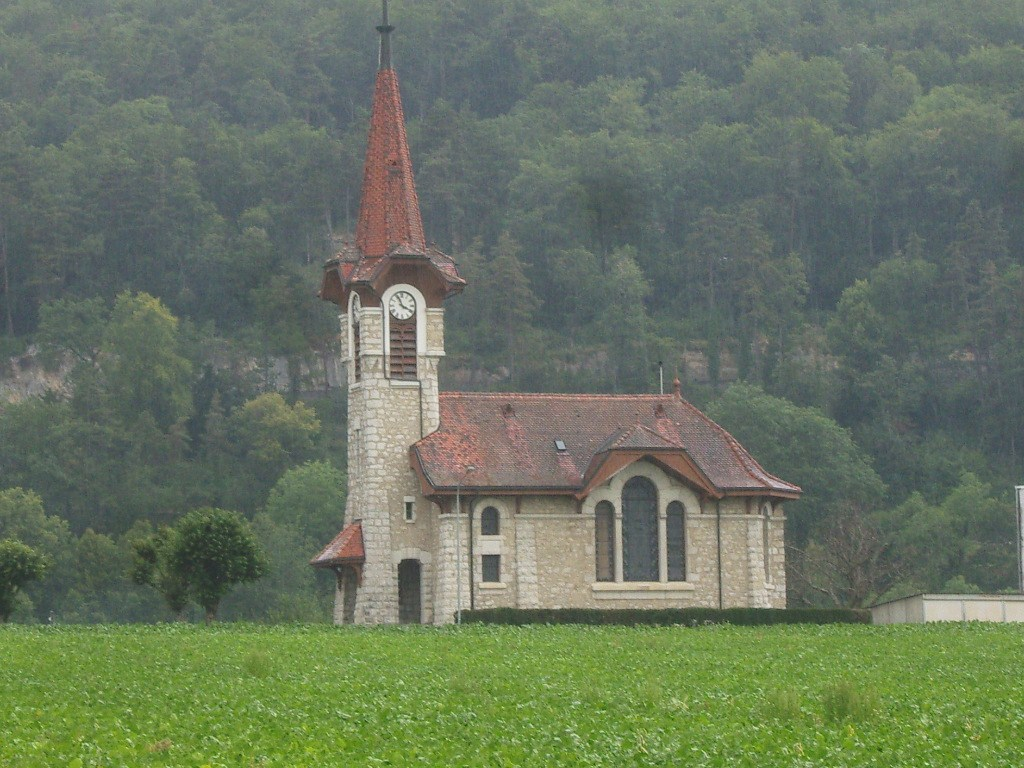
De kerk van Vuitebœuf

Vuiteboeuf telt 477 inwoners.

## Geschiedenis
De gemeente maakte deel uit van het district Orbe tot dit in 2008 werd opgeheven.